# Sampan

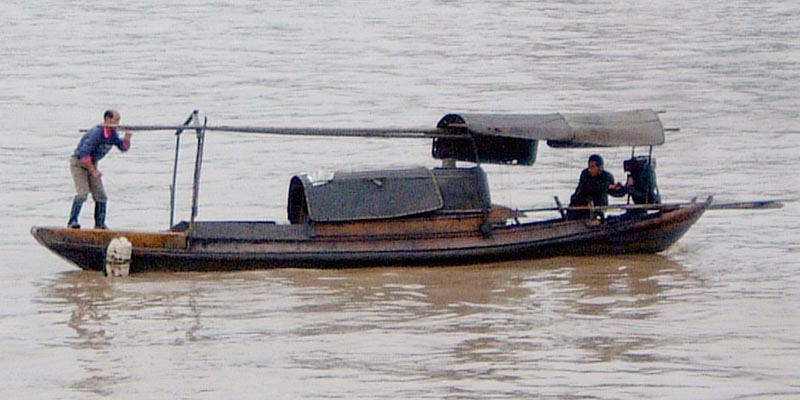
Sampan al riu Iang-Tsé, Xina

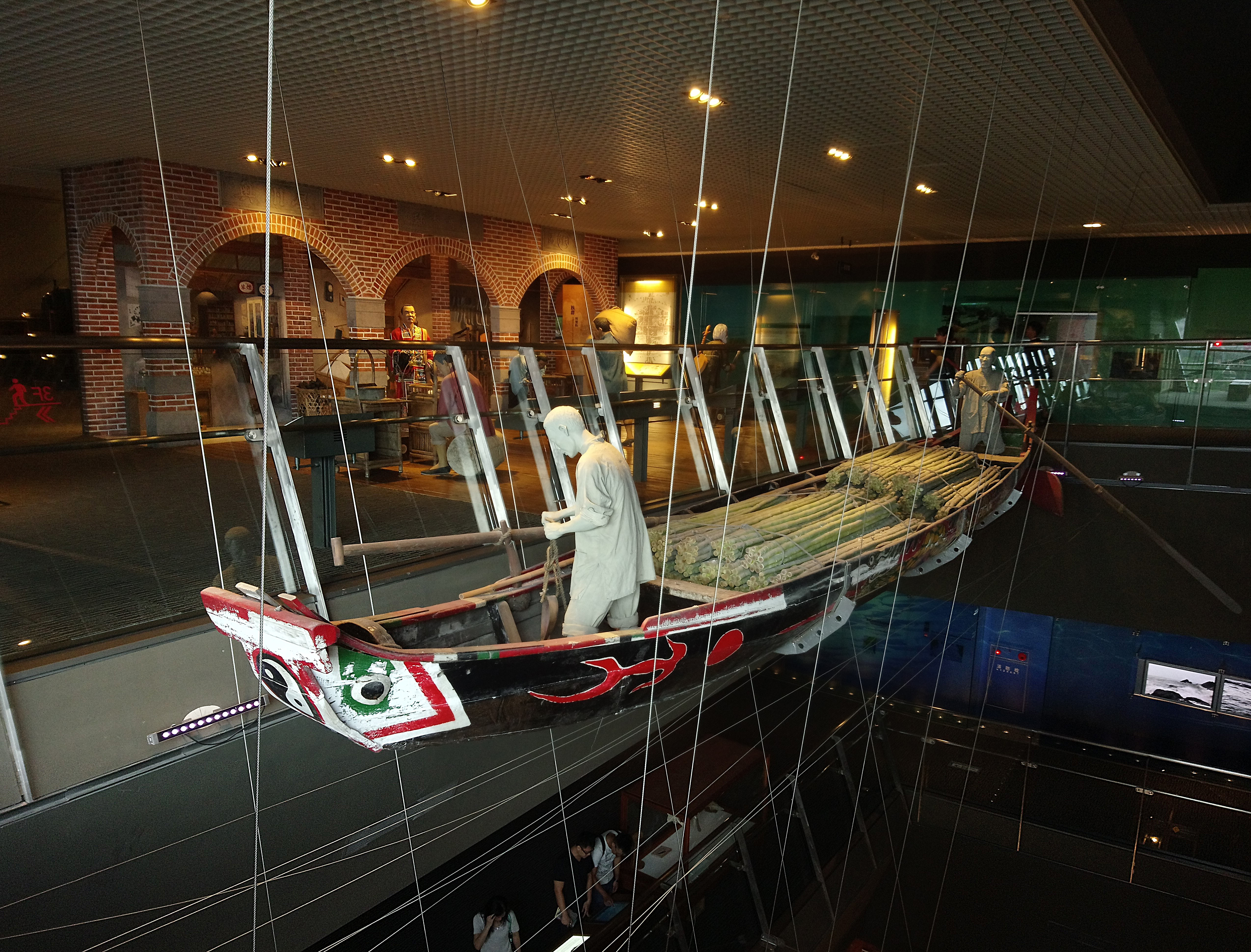
Model de sampan al Museu Lanyang

Un sampan (xinès: 舢舨, pinyin: shānbǎn: 舢舨; pinyin: shānbǎn; peh-oe-ji: sam-pán) és un vaixell de fusta xinès i malai de fons relativament pla. Alguns sampans inclouen un petit refugi a bord i es pot utilitzar com a habitatge permanent en aigües interiors. Generalment, aquestes embarcacions s'utilitzen pel transport en zones costaneres o fluvials i sovint s'utilitzen com a barques de pesca tradicionals. És estrany que un sampan navegui lluny de la costa, ja que no té mitjans per sobreviure en cas de mal temps.
La paraula "sampan" prové del terme original cantonès per a les barques, sāan báan (三 板), que significa literalment "tres taulons". El nom feia referència al disseny del buc, que consisteix en un fons pla (fet d'un tauló) unit a dos costats (els altres dos taulons). El disseny s'assembla molt al d'algunes barques occidentals com la gavarra o el punt. No obstant això, Pierre-Yves Manguin va assenyalar un possible origen austronèsic de la paraula, testificada en una inscripció en malai de l'any 684.
Els sampans poden ser propulsats mitjançant pals, rems (particularment un de sol, un rem molt llarg anomenat yuloh) o poden estar equipats amb motors fora borda.
Els sampans encara són d'ús corrent per part dels residents rurals del sud-est d'Àsia, particularment Malàisia, Indonèsia, Bangladesh, Myanmar, Sri Lanka i Vietnam.
A la comunitat malaia del sud-est asiàtic també utilitzen el terme sampan per als seus vaixells. Els vaixells grans com el sampan panjang, el kolek i el perahu panjang són usats i construïts pels malais i els Orang Laut que viuen als seus pobles costaners.

## Galeria d'imatges

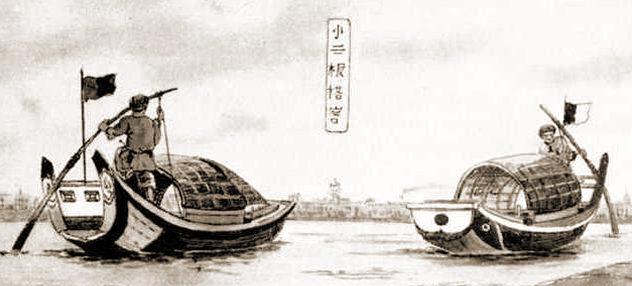
Sampans tradicionals hongtou (cap-vermell) a Xangai, Xina
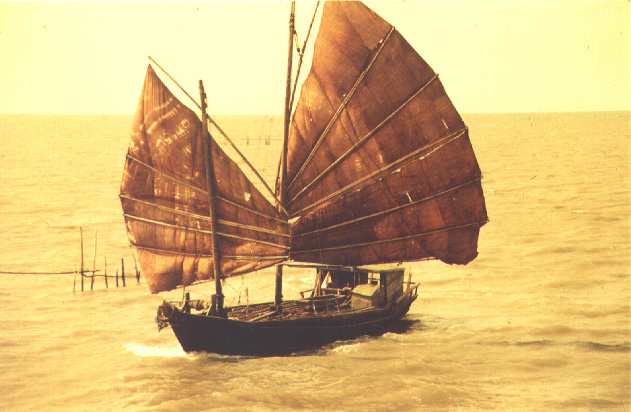
Sampan contemporani torna de pescar, a la costa del nord de Java
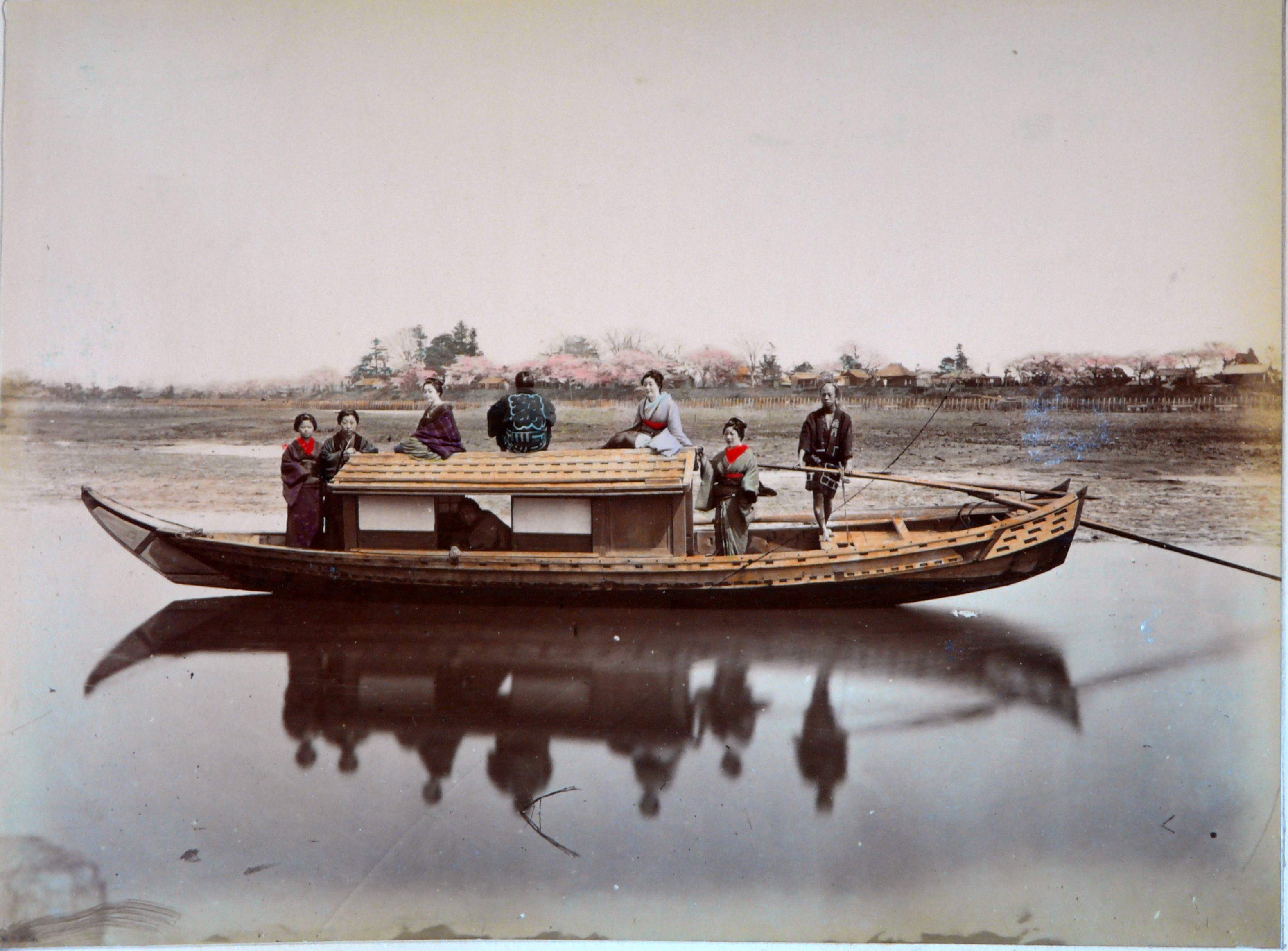
Barca de riu similar a un sampan japonès, d'abans de 1886
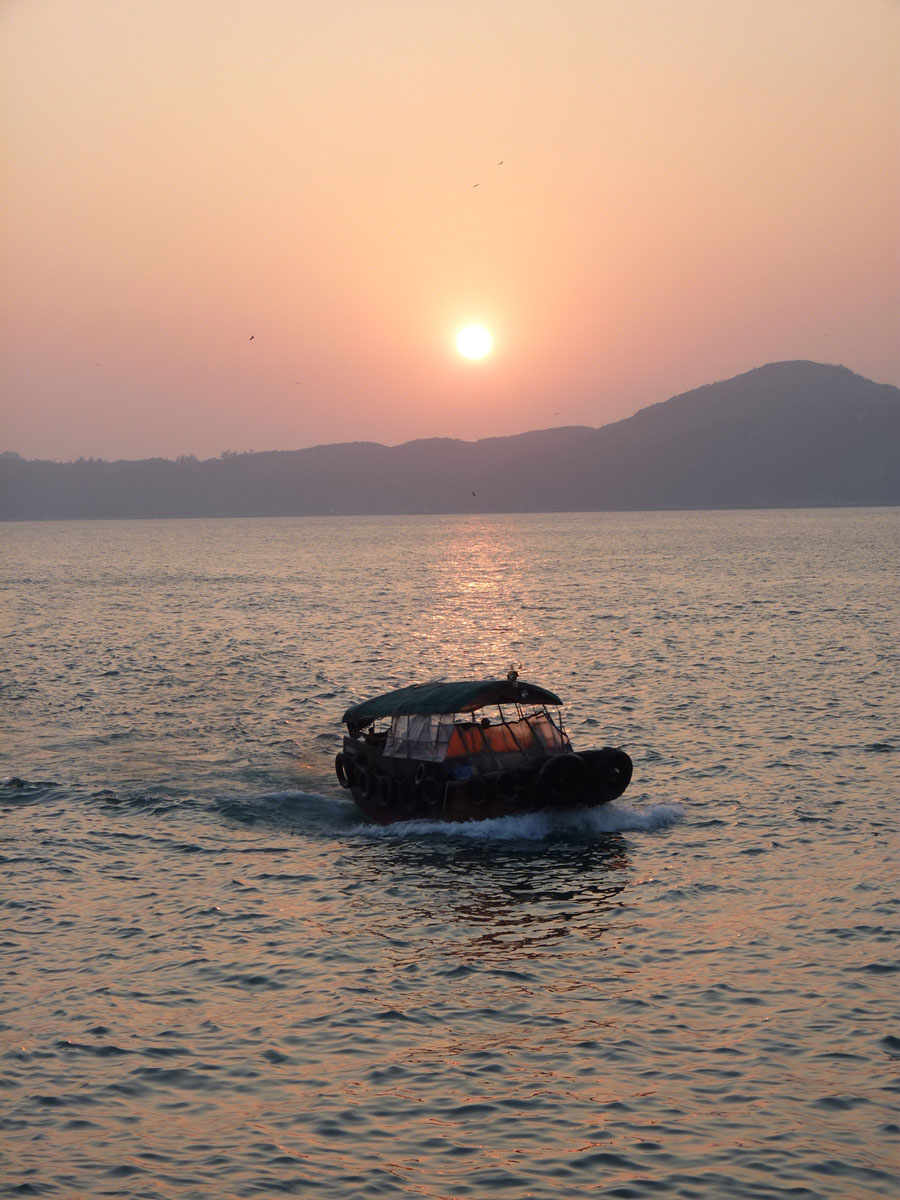
Sampan de transport a Hong Kong
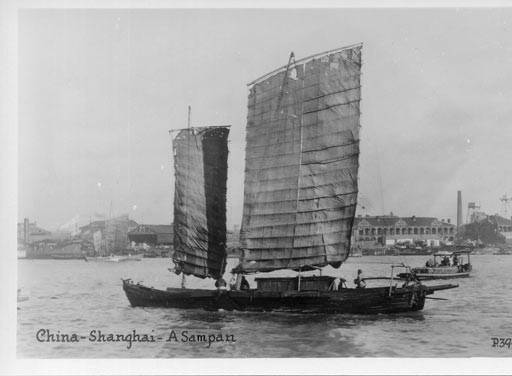
Sampan a Xangai, Xina